# 1509
1509 (MDIX) fue un año común comenzado en lunes del calendario juliano.

## Acontecimientos
- 3 de febrero: la flota portuguesa vence a la mameluca y otomanas en la Batalla de Diu.
- 4 de febrero: en Alemania, Maximiliano I es coronado emperador.
- 22 de abril: en Inglaterra, Enrique VIII accede al trono tras la muerte de su padre, Enrique VII.
- 14 de mayo: en el norte de Italia, los franceses derrotan a los venecianos en la Batalla de Agnadello.
- 1 de junio: en Londres (Inglaterra), Enrique VIII se casa con Catalina de Aragón.
- 10 de septiembre: sobre la costa del Mar de Mármara, cerca de Estambul (Turquía) se registra un terremoto de 7,2 y un tsunami, que dejan unas 13.000 víctimas fatales.[1]
- 14 de septiembre: en Regunie (Eslovenia), 45 km al noroeste de Liubliana sucede un terremoto con una intensidad de 10.
- 18 de septiembre: España firma un tratado (Capitulación de Sintra) con Portugal.
- 16 de noviembre: en Edirne (Turquía), a 500 km al noroeste de Estambul, y casi en la frontera con Bulgaria, se produce un terremoto.
- Comienza la construcción del Castillo de La Calahorra.
- Luca Pacioli publica De divina proportione en Venecia.

## Nacimientos
- 10 de julio: Juan Calvino, teólogo protestante (f. 1564).
- Gonzalo Jiménez de Quesada, conquistador y cronista español.
- Juan de Valdés, escritor español.
- Melchor Cano, fraile dominico, teólogo y obispo.
- Jane Seymour, tercera esposa del rey Enrique VIII de Inglaterra.
- Domingo Martínez de Irala, conquistador español.
- Niccolò dell'Abbate (1509-1571) pintor italiano.

## Fallecimientos
- 21 de abril: Enrique VII, militar inglés, rey desde 1485.